# 網球戰略
在網球賽中，球員們為了能夠更有效地得到更多分數，經常會根據自己最擅長的球技，使用最適合自己的戰略。這些戰略大致上可分成三種：底線型、上網型、全面型。而稱呼使用這些戰略的球員為：底線型球員、上網型球員、全面型球員。底線型球員通常偏好在球場後方、底線附近擊球，他們比較喜歡擊落地球而比較不喜歡來到網前（除了某些少數情況）。而上網型球員總是試圖接近網子並且截擊、施加壓力在對手身上。全面型球員則網前和底線功夫俱佳。

## 侵略型底線型球員
侵略型底線型球員（aggressive baseliner）又譯成攻擊型底線型球員。他們比較傾向於採取主動攻擊，比較不傾向於採取防禦。他們通常站在底線附近擊球，並且儘量試著以擊出致勝球來贏得這一分。他們常擊出速度很快的球，使得對手來不及趕到或即使趕到了也回擊不好。雖然也許他們不會試著一球解決，但常常一下子打左邊一下子打右邊，直到等到對手有空檔出現。攻擊型底線型球員至少具有一種極佳的擊落地球功夫，通常是正手拍。
快速硬地球場讓球員們擊球的準備時間較少、較不太有時間去追球，而慢速硬地球場則相反。因而在快速硬地球場上，可容易擊出讓對手無法回擊的球，而慢速硬地球場則以上旋球及球員追球為多。因此一般而言，侵略型底線型球員的打法在這種場地上較佔優勢。
屬於侵略型底線型球員的有：（已退休）、羅迪克（已退休）、（已退休）、（已退休）、（已退休）、（已退休）、李娜（已退休）、多米尼克·蒂姆（已退休）、阿里娜·莎芭蓮卡等。

## 防禦型底線型球員
防禦型底線型球員（defensive baseliner）又稱作反擊型底線型球員（counterpuncher）。他們比較傾向於採取防禦，通常比較不傾向於採取主動攻擊，並且多擁有不錯的移動能力，能將對手的攻擊抵擋回去。他們儘可能將所有的球都回擊回去，然後等待對手的失誤，試著依靠對手的失誤來贏得這一分。他們擊球非常穩、失誤很少。防禦型底線型球員必須具有很快的移位速度及靈活的身手以防守己方球場。在球場上，他們總是積極追逐每一顆球。此外，近來的底線防禦型選手在擊球時往往帶有強烈的上旋與較深的落點。同時，利用上旋球使對方的擊球過淺，進而創造反擊的機會，此類選手也擁有不錯的一拍得點的能力。
防禦型底線型球員在速度慢的場地較為有利，例如。這種場地使他們有較多的時間去追球，而對手要擊出致勝球也比較困難。他們通常是強壯的球員，用低檔的方式打球。
屬於防禦型底線型球員的有：（已退休）、維拉斯（已退休）、（已退休）、張德培（已退休）、（已退休）、（已退休）、(已退休）、（已退休）、卡洛琳·瓦芝妮雅琪、丹尼爾·梅德韋傑夫等。

## 發球上網型球員
發球上網型球員（serve and volleyer）擁有極佳的網前功夫，能夠在網前靈敏地移位且截擊的球感很好。發球上網型球員在輪到自己發球時，只要一有機會就上網。他們總是主動攻擊，並且能夠以多變化的截擊和截擊放小球的功夫擊出許多致勝球。當輪到對方發球時，他們常使用「切球上網」（chip-and-charge）的打法，回擊球並且快速地衝向網前。發球上網型球員的戰略是施壓於對手，迫使對手必須試圖擊出難度高的穿越球。理想且常見的發球上網戰術是以優越的大角度發球逼迫對手遠離底線回球後，立刻上網截擊回球到另一個對角，在兩拍以內直接得分。
速度快的場地對發球上網型球員較有利，例如草地球場。在這種場地上，大角度的發球讓網球有更快的彈跳速度，加上靈活的腳步移動使得對手沒有足夠的時間反應擊出穿越球。然而在現代職業網壇中，發球上網型球員已不多見，因為當代網球選手的接發球技術日益精進，接發球過網急墜和穿越球的精準度已經大幅提升，這些發展不利於發球上網型選手進行截擊，進而導致處理不佳而讓對手有更多機會輕易打出穿越球。雖然發球上網在當今網壇不再是主流戰術，但仍為多數選手在改變戰術節奏時的常用選項之一。
屬於發球上網型球員的有：（已退休）、（已退休）、丹特（已退休）、（已退休）、（已退休）、桑普拉斯（已退休）、（已退休）、伊沃·卡洛維奇（已退休）等。

## 全面型球員
全面型球員（all-court player）網前和底線功夫均擅長。他們通常會主動進攻，混合使用底線擊落地球和截擊的球技，使得對手一直在猜下一步他們要怎麼打。當全面型球員的底線功夫無法奏效時，他們會改上網戰略；當其上網功夫無法奏效時，他們則改成停留在底線打。
全面型球員雖然網前和底線功夫俱佳，但不一定每一項都達到極精的程度。
屬於全面型球員的有：吉米·康诺斯（已退休）、（已退休）、（已退休）、（已退休） 、（已退休）、斯特凡諾斯·西西帕斯等。